# Grouvellinus andrekuipersi
Grouvellinus andrekuipersi is een waterkever uit Borneo. Hij werd vernoemd naar de Nederlandse ruimtevaarder André Kuipers.
De kever werd ontdekt tijdens een expeditie in 2018 op Borneo, georganiseerd door bioloog Menno Schilthuizen. Tijdens dezelfde expeditie werd nog een kever gevonden, die vernoemd is naar de Amerikaanse acteur Leonardo DiCaprio, Grouvellinus leonardodicaprioi.

## Beekkever
De Grouvellinus andrekuipersi is een beekkever. Hij werd gevonden in een gebied op Borneo met veel schoon en zoet water. Beekkevers leven op stukjes hout in beekjes en eten voornamelijk de bacteriën die op het hout groeien. De Grouvellinus andrekuipersi komt waarschijnlijk alleen in Borneo voor.

## Vernoeming
Kuipers werd vernoemd vanwege zijn grote inzet voor het milieu. Toen hij de aarde zag vanuit de ruimte beleefde hij het zogenoemde overview effect. Hij realiseerde zich dat de planeet kwetsbaar is en dat er behoedzaam mee om dient te worden gegaan. Een exemplaar van Zookeys, waarin de kever wetenschappelijk staat beschreven, werd officieel uitgereikt aan de voormalige astronaut. 